# Терлецкий, Владислав Лех
Владислав Лех Терле́цкий (пол. Władysław Lech Terlecki; 18 мая 1933, Ченстохова — 3 мая 1999, Варшава) — польский писатель, прозаик и сценарист.

## Биография
Изучал польскую филологию. Выпускник Вроцлавского университета 1955 года. С 1956 года проживал в Варшаве.
В 1955—1956 работал в редакции «Dziś i jutro» (рус. Сегодня и завтра).
С 1957 по 1960 год — редактор отдела прозы литературно-артистического журнала «Współczesności»(рус. Современности).
С 1960 пo 1971 год — главный редактор редакции программ Польского радио.
С 1962 дo 1981 года — редактор «Miesięcznika Literackiego» (рус. Литературный ежемесячник).
Похоронен на кладбище Воинское Повонзки в Варшаве.

## Творчество
Дебютировал в 1956 году томов репортажей «Kocie łby». Автор исторических повестей и рассказов. Основная тема произведений — судьбы поляков до и после Польского восстания 1863 года. Владислав Терлецкий написал цикл повестей, проникнутых мыслью о том, что польско-российские отношения даже в самые драматичные исторические моменты («Лица 1863») были взаимопереплетением, а не насилием.

## Избранные произведения
- Kocie łby (1956)
- Podróż na wierzchołku nocy (1958) (сборник рассказов)
- Pożar (1962)
- Sezon w pełni (1966)
- Spisek (1966)
- Złoty wąwóz (1978) (избранные рассказы)
- повести:
- Gwiazda Piołun (1968)
- Dwie głowy ptaka (1970)
- Pielgrzymi (1972)
- Powrót z Carskiego Sioła (1973)
- Czarny romans (1974)
- Odpocznij po biegu (1975)
- Rośnie las (1977)
- Wczesny powrot (1978)
- Twarze 1863 (1979)
- Zwierzęta zostały opłacone (1980)
- Trzy etiudy kryminalne (1980)
- Cień karła, cień olbrzyma (1983)
- Pismak (1984)
- Lament (1984)
- Wieniec dla sprawiedliwego (1988)
- Drabina Jakubowa albo podróż (1988)
- Cierń i laur (1989)
- Maski (1989)
- Zabij cara (1992)
- Wyspa kata (1999)
- сценарии к фильмам:
- Bolesław Śmiały (1972; реж. В. Лесиевич)
- …gdziekolwiek jesteś, Panie Prezydencie (1978; реж. A. Тжос-Раставецкий)
- Bestia (1979;реж. Е. Домарадзкий)
- W biały dzień (1981; реж. E. Жебровский)
- Pismak (1985; В. Хас)
- радиопостановка Herbatka z nieobecnym (1976).

Ряд произведений писателя переведен на русский язык. В 1979 году в издательстве «Прогресс» вышел сборник «Современная польская повесть. 70-е годы», в котором была напечатана в русском переводе психологическая повесть «Отдохни после бега» талантливого прозаика среднего поколения Владислава Терлецкого. В издательстве «Радуга» выходили повести «За зверей заплачено», «Тень карлика, тень исполина» (1989).
Был членом Союза польских литераторов, сообщества писателей Польши, ПЕН-клуба.

## Награды
- Золотой Крест Заслуги (1974)
- Офицер Ордена Возрождения Польши (1982)
- лауреат награды фонда им. Косцельских (1972)
- награда ежемесячника «Odra» (1977)
- награда Министра культуры и искусства (1989 и 1999)
- награда польского ПЕН клуба (1995).